# Tapeszowo
Tapeszowo (słow. Ťapešovo) – wieś (obec) w północnej Słowacji, w powiecie Namiestów, w kraju żylińskim. Lokowana w 1580 roku na prawie wołoskim.